# Moronobea coccinea
Moronobea coccinea là một loài thực vật có hoa trong họ Bứa. Loài này được Aubl. mô tả khoa học đầu tiên năm 1775.